# Ніжеполе
Ніжеполе, також Ніже-Поле (мак. Нижеполе) — село в общині Битола, у Північній Македонії. Село знаходиться в долині на північно-східних схилах гірського масиву Пелістер, на висоті близько 1100 м над рівнем моря. Відстань до адміністративного центру общини Битоли складає 9 км. На заході межує з селом Брусник, на півночі — з селами Магарево, Трново, Дихово. Значна частина землі Ніжеполе належить до території Національного парка Пелістер. Через село тече річка Црвена. Населене переважно арумунами.
Село займає площу 46,8 км², з яких більшість — 42,3 км² — це пасовиська, а решта — орна земля (2,25 км²) та ліси (2 км²). Населення переважно займається сільським господарством, зокрема скотарством. У селі були 4-класна початкова школа, амбулаторія, завод. Ніжополе є лижним курортом. Також у селі та навколо нього є 4 релігійні споруди, більше 30 геологічних та гідрологічних пам'яток, 2 археологічні пам'ятки. Серед сіл навколо Національного парку Пелістер Ніжеполе має найбільшу кількість помешкань для туристів — 14.

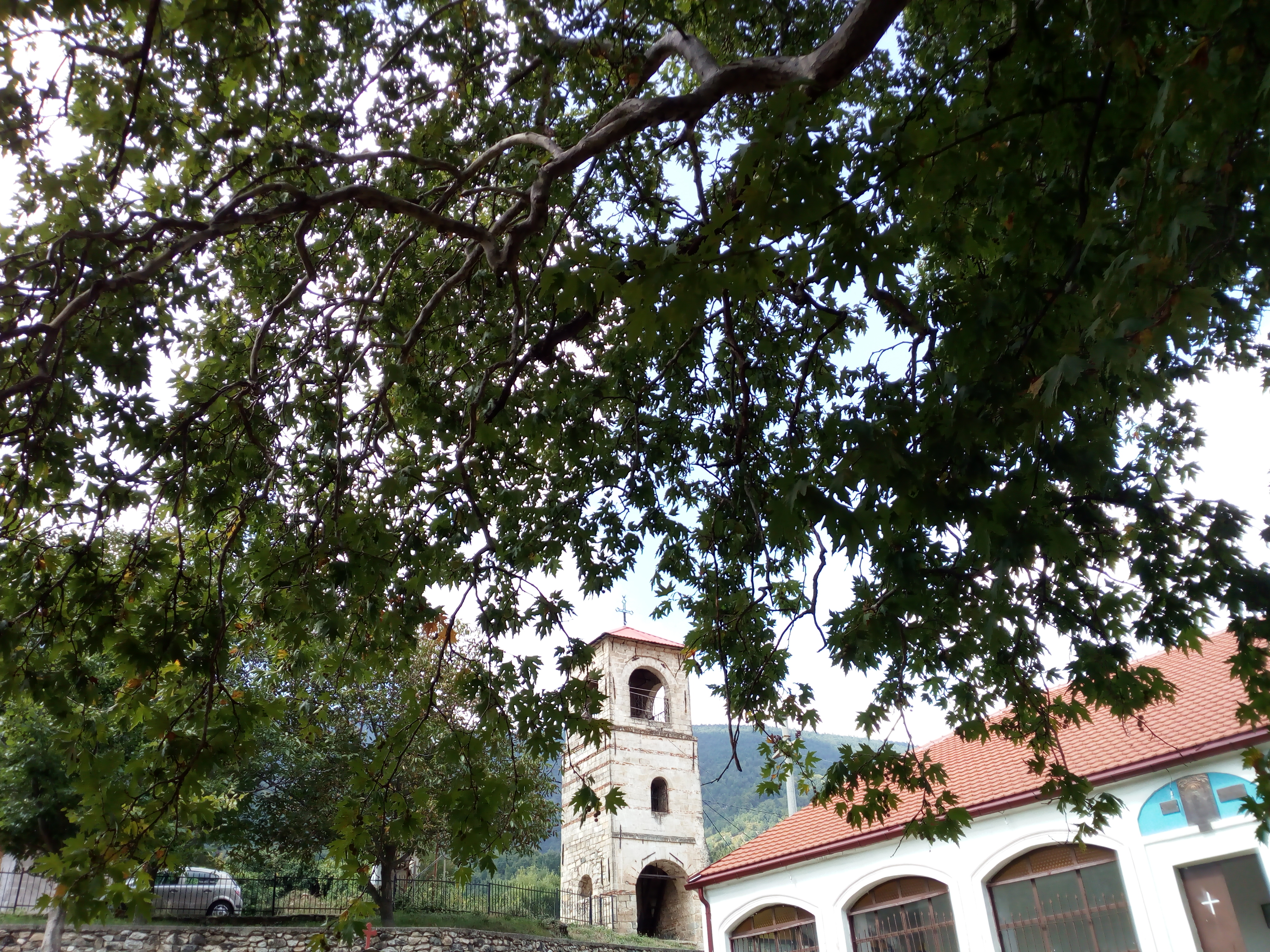
Церква св. Петра

## Історія
У 1915 році Ніжеполе було єдиним селом, не захопленим німецькими й болгарськими військами, а оборонялося французько-сербським гарнізоном.

## Населення
Одне з 5 арумунських сіл регіону, інші Магарево, Трново, Маловіште, Гопеш.
Станом на 1900 рік у Ніжеполе мешкало 2030 осіб, на 1905 рік — 940 осіб, 1953 року — 619 (155 македонців, 289 арумунів, 107 албанців, 20 турків, 48 інших). За переписом 1961 року в селі мешкали 577 осіб, зокрема 123 македонці, 118 албанців, 336 інших, імовірно арумунів. За переписом 1994 року нарахували 231 мешканця, з яких 53 македонці, 121 арумун, 51 албанець та 4 турки. За переписом 2002 року у селі було тільки 186 мешканців (47 македонців, 105 арумунів, 30 албанців, 4 турки; 151 православний, 34 мусульмани), а дослідження 2019 року виявило лише 150 осіб.

## Відомі люди

### Уродженці
- Теодорос Адам[en] — грецький революціонер арумунського походження